# Deutsche Turnmeisterschaften 1931
Die Deutschen Turnmeisterschaften 1931 fanden am 26. April des Jahres vor rund 8000 Zuschauern in Essen statt.

## Geschichte
Austragungsort war die im Zweiten Weltkrieg zerstörte Ausstellungshalle V, also der Vorläufer der heutigen Essener Grugahalle. Veranstalter war die Deutsche Turnerschaft. Zur Eröffnung sprachen unter anderem der damalige Essener Oberbürgermeister Franz Bracht und der Minister für Volkswohlfahrt in Preußen Heinrich Hirtsiefer sowie der Vorsitzende der Deutschen Turnerschaft, Alexander Dominicus. Es gab 110 Teilnehmer in zehn Riegen. Die Meisterschaft bestand aus einem Zehnkampf mit je drei Übungen an Pauschenpferd, Barren und Reck und einer Kür.
Deutscher Mehrkampfmeister wurde Kurt Krötzsch. Insgesamt 68 Teilnehmer erreichten mindestens 150 Punkte und wurden damit, wie die Dortmunder Zeitung schrieb, „nachfolgende Sieger“.

## Ergebnisse
Mehrkampf:
| Platz | Name/Herkunftsort  | Verein                          | Gesamtpunktzahl |
| ----- | ------------------ | ------------------------------- | --------------- |
| 1     | Kurt Krötzsch      | Böhlitz-Ehrenberg               | 184             |
| 2     | Erich Polmar       | Turnerbund Hohenstein-Ernstthal | 181,5           |
| 3     | Ernst Winter       | Turnverein Wuppertal-Langerfeld | 181             |
| 4     | Walter Bettermann  | ATV Leipzig-Kleinzschocher      | 178             |
| 5     | Kurt Wedekind      | TV 1861 Forst                   | 174,5           |
| 6     | Alfred Trostheim   | Turngemeinde Dortmund           | 173,5           |
| 7     | Neuhaus            | Turngemeinde Bochum             | 171,5           |
| 7     | Erwin Tretner      | Turnklub Altenburg              | 171,5           |
| 7     | Wilhelm Platzeck   | Turnerbund Eintracht Dortmund   | 171,5           |
| 8     | Mach               | „Frisch frei“ Hindenburg        | 170,5           |
| 9     | Arthur Kleine      | TSV Leipzig-Eutritzsch          | 169,5           |
| 9     | Anton Bezler       | TV Göggingen                    | 169,5           |
| 10    | Albert Werler      | TV Vorwärts Mylau               | 169             |
| 11    | Alfred Schwarzmann | TV 1860 Fürth                   | 168             |
| 12    | Hans Pfeiffer      | Hamburger Turnerschaft von 1816 | 167,5           |
| 13    | Hermann            | Turnerbund Ulm                  | 167             |
| 14    | Reh                | SV Kornwestheim                 | 165             |